# Sottotenente
Quello di sottotenente è in molti paesi il primo grado degli ufficiali inferiori (codice NATO: OF-1[b]), superiore ai sottufficiali e inferiore al tenente; in altri paesi è, invece, un grado dei sottufficiali, il più elevato (come in Brasile) o uno dei più elevati (come in Spagna, dove è subordinato al suboficial mayor). Dove non è il sottotenente, primo grado degli ufficiali è il secondo tenente, utilizzato nei paesi di lingua inglese (second lieutenant) e altrove (ad esempio, in Brasile), o l'alfiere in certi paesi di lingua spagnola (alférez, in Spagna, Argentina, Cile, ecc.) e portoghese (alferes, in Portogallo e, nel passato, in Brasile), secondo l'antica ma ancora attuale tradizione di affidare a uno dei più giovani ufficiali il vessillo del reparto, in battaglia come in parata. Alfiere era anche il corrispondente grado nell'esercito Borbonico fino all'unità d'Italia.

## Italia

### Forze armate

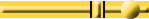
Soggolo da sottotenente dell'Esercito Italiano e del Corpo militare della Croce Rossa Italiana.

Il moderno distintivo di grado del sottotenente dell'Esercito Italiano e del Corpo militare della Croce Rossa Italiana è costituito, sull'uniforme ordinaria di servizio e di rappresentanza, da una stelletta dorata. Sull'uniforme da servizio e/o combattimento è invece nera opaca, cosiddetta a bassa visibilità (come nel corso dei due conflitti mondiali), dopo alcuni decenni in cui, stampata in materiale plastico giallo opaco, spiccava incongruamente su mimetiche, maglioni da marcia e giacche a vento. Il distintivo di grado di sottotenente dell'Arma dei Carabinieri è una stelletta argento (per decenni bianca opaca sull'uniforme da combattimento). La stelletta è bordata d'azzurro per distinguere gli ufficiali veterinari, di rosso per quelli medici della Sanità (benché si tratti di una consuetudine, talvolta messa in discussione o vietata dai Comandanti, a rigore il bordo rosso indicando un incarico del grado superiore riconosciuto per nomina, situazione non prevista per i sottotenenti). Per le uniformi da società e di gala estiva e invernale è ancora in uso sul paramano il galloncino singolo con "anello" (che sia ai primordi del Regio Esercito sia durante il secondo conflitto mondiale costituiva simbolo di grado anche nelle uniformi ordinarie, di servizio, ecc). L'anello è ellittico differenziandosi dall'analogo "giro di bitta singolo" nel distintivo dei pari grado della Marina (militare e mercantile), circolare.
Il distintivo di grado del sottotenente dell'Aeronautica è costituito da una losanga, moderna stilizzazione romboidale del "giro di bitta" della Marina e dell'esercito (nelle uniformi storiche e di gala).
Il grado equivalente della Marina è quello di guardiamarina, composto da un giro di bitta, in uso anche nella Marina Mercantile.

### Impiego operativo
Nell'Esercito solitamente un sottotenente se è graduato dall'Accademia Militare studia alla Scuola di Applicazione, altrimenti  è al comando di un plotone di fanteria o cavalleria o di una sezione di artiglieria.
Nell'Arma dei Carabinieri, oggi Forza Armata autonoma, il sottotenente studia alla Scuola Ufficiali Carabinieri.
Fino all'abolizione della leva obbligatoria e il subentro di Forze Armate prevalentemente di ufficiali in Spe o volontari a ferma prolungata tale grado era attribuito anche ai giovani Ufficiali di complemento, diplomati e laureati che avessero superato specifica selezione psico-fisica attitudinale e un corso intensivo di alcuni mesi.
Dal primo conflitto mondiale essi, soprattutto nell'esercito, costituivano la maggioranza dei Sottotenenti in servizio ai reparti, perché i loro pari grado formatisi all'Accademia accedevano alla Scuola di Applicazione ove conseguivano la nomina a tenente. Molto raramente interrompevano gli studi per essere assegnati direttamente al servizio attivo, secondo un iter che li definiva "a cultura incompleta" ma che riconosceva comunque la loro "anzianità di servizio" e quindi autorità superiore ai sottotenenti di complemento. 

Distintivo per controspallina di sottotenente dell'Esercito Italiano e del Corpo militare della Croce Rossa Italiana.
Distintivo per paramano di guardiamarina della Marina Militare
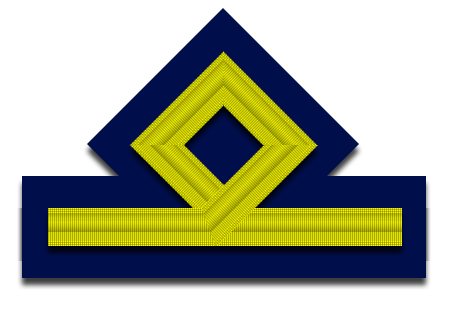
Distintivo per paramano di sottotenente dell'Aeronautica Militare
Distintivo per controspallina di sottotenente dell'Arma dei Carabinieri

### Comparazione con le qualifiche dei corpi a ordinamento militare

Distintivo di grado per controspallina di sottotenente della Guardia di Finanza
Distintivo di grado per controspallina di infermiera volontaria del Corpo delle Infermiere Volontarie della Croce Rossa Italiana

### Comparazione con le qualifiche dei corpi a ordinamento civile
Nei corpi di polizia i "gradi" sono stati sostituiti dalle "qualifiche" solo in parte corrispondenti ai gradi militari vigenti nell'Esercito Italiano, nell'Arma dei Carabinieri e nella Guardia di Finanza. L'art. 632 del decreto legislativo n. 66/2010 (Codice dell'ordinamento militare), ha fissato la seguente equiparazione tra gradi e qualifiche:

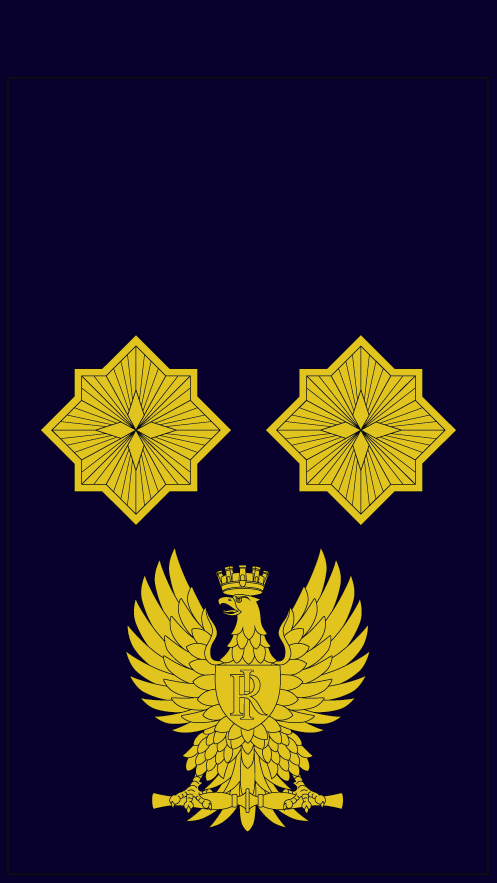
Distintivo di qualifica per controspallina di vicecommissario della Polizia di Stato
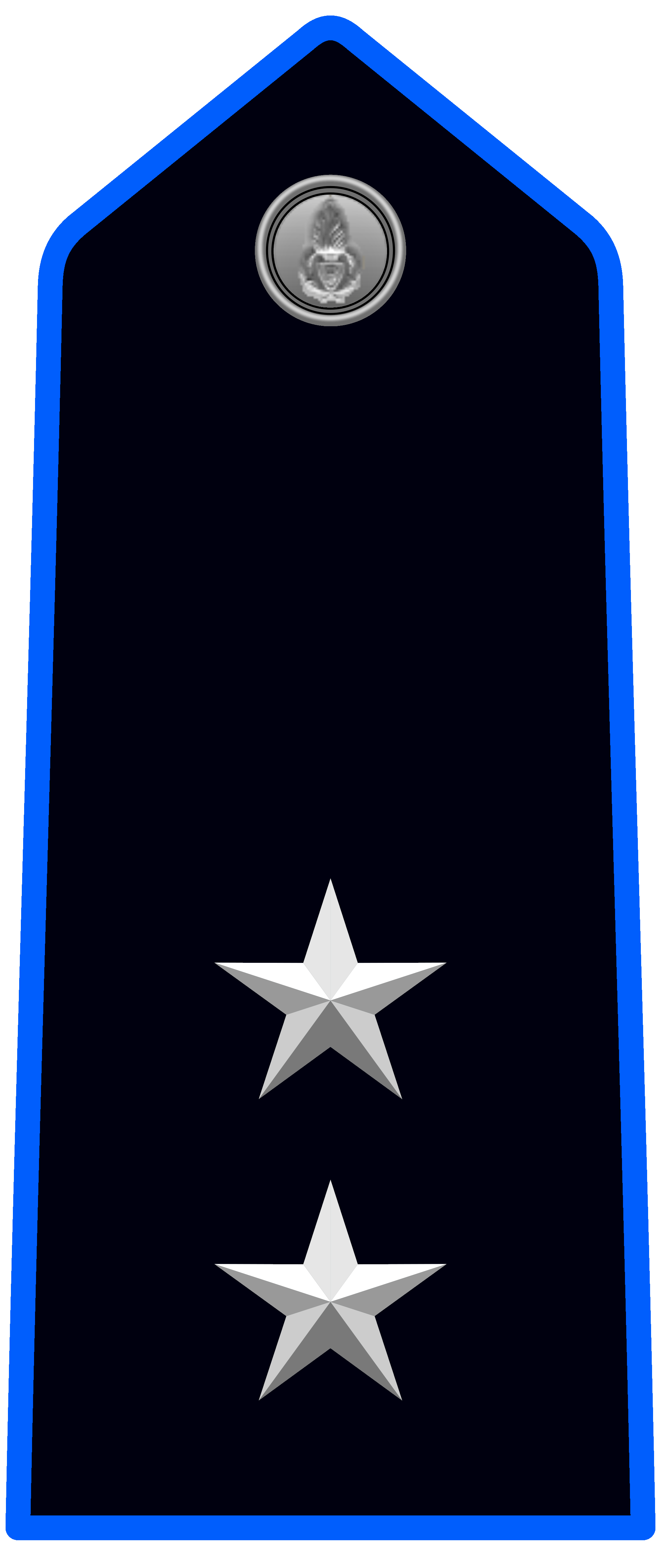
Distintivo di qualifica per controspallina di vicecommissario della Polizia Penitenziaria
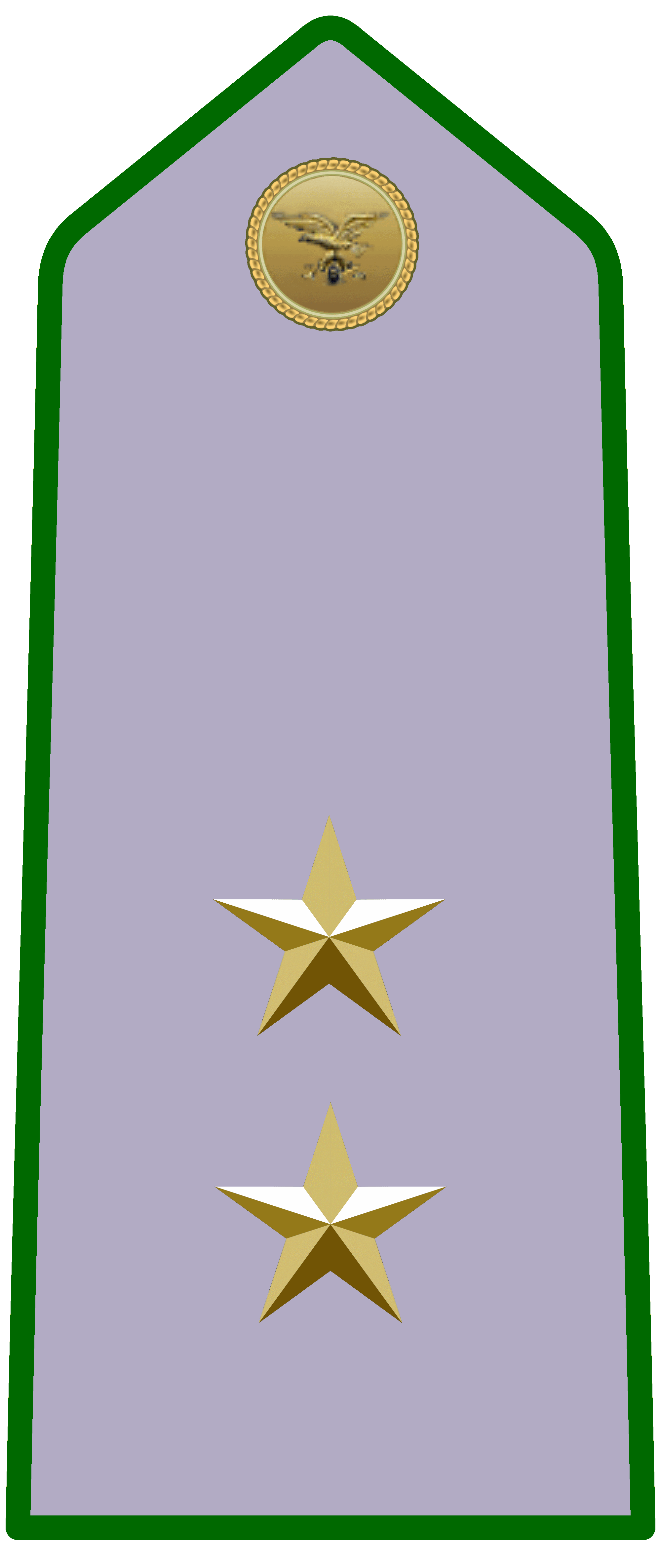
Distintivo di qualifica per controspallina di vicecommissario del Corpo Forestale dello Stato

## Finlandia
Nella Suomen merivoimat, la marina militare della Finlandia, il grado di Aliluutnantti/Underlöjtnant (secondo la dizione finlandese o svedese) è corrispondente all'Aspirante guardiamarina della Marina Militare italiana.

## Grecia
Anthypolochagos (Ανθυπολοχαγός, letteralmente antipolocago cioè  vicesottolocago, abbreviato  Ανθλγος) è un grado dell'Esercito greco, il più basso nella categoria degli ufficiali, inferiore a Ypolochagos (tenente) e omologo del secondo tenente dell'Esercito americano e del sottotenente dell'Esercito Italiano.
Agli ufficiali che detengono questo grado i loro subordinati si rivolgono loro con "Kyrie Anthypolochage" (Κύριε Ανθυπολοχαγέ) mentre i loro superiori si rivolgono con "Anthypolochage" seguito dal cognome.
Il distintivo di grado è costituito da una stella argentata a sei punte.

controspallina di Anthypolochagos (1937–1968)
controspallina di Anthypolochagos dal 1968

## Paesi Bassi
Nelle Nederlandse krijgsmacht, le Forze armate dei Paesi Bassi il grado omologo è Tweede luitenant (italiano: Secondo tenente), comune a Esercito Aeronautica e Koninklijke Marechaussee che è la forza di polizia militare, mentre l'equivalente nella Koninklijke Marine è Luitenant ter zee der 3de klasse (letteralmente: tenente del mare di 3ª classe) omologo al guardiamarina della Marina Militare Italiana.
Nel Korps Mariniers, la fanteria di marina olandese, pur facendo parte della Koninklijke Marine, i gradi sono uguali a quelli delle altre forze armate e il grado, come nelle altre forze armate olandesi è Tweede luitenant.

## San Marino

### Corpo della Gendarmeria
Nel Gendarmeria di San Marino è previsto il grado di sottotenente, facente parte degli ufficiali subalterni.

Insegna di grado per controspallina di sottotenente della Gendarmeria di San Marino.

## Spagna
Nelle forze armate spagnole il grado di subteniente non appartiene al rango degli ufficiali ma ai sottufficiali e corrisponde  nelle forze armate italiane al grado di primo maresciallo.

## Russia
Nelle forze armate della Federazione Russa il grado è Mládšij Lejtenant (russo: Младший лейтенант; letteralmente: Giovane tenente) che è comune a tutte le forze armate della federazione.
Nell'Esercito Imperiale il grado era denominato podporučik; tale grado era stato introdotto da Pietro il Grande nel 1703. Esso apparteneva alla classe XIII (fanteria), alla classe XII (artiglieria e genio) e alla classe X (guardie imperiali) fino al 1884, quando con le riforme militari, il grado divenne podpraporšik, equivalente a quello di mičman (Мичман) nella Marina imperiale russa e a quello di "segretario governamentale" (губернский секретар; gubernskij sekretar) nell'amministrazione civile e paragonabile al grado di secondo tenente di alcuni eserciti.

## Secondo tenente
Nella forze armate di alcuni paesi, esiste il grado di secondo tenente corrispondente al grado di sottotenente della maggior parte della forze armate mondiali e al grado di sottotenente delle forze armate italiane. In Brasile il grado di Segundo tenente è comune a tutte le forze armate brasiliane e omologo del sottotenente della maggior parte delle forze armate mondiali, mentre in Portogallo il grado di Segundo tenente esiste solamente nella Marina portoghese e corrisponde al grado di tenente delle altre forze armate portoghesi; il grado omologo del sottotenente della maggior parte delle forze armate mondiali nella marina militare portoghese è Guarda-marinha o subtenente mentre nelle altre forze armate portoghesi è Alferes.

## Regno Unito
Nella Royal Navy il grado di sottotenente è omologo al sottotenente di vascello della Marina Militare italiana. Il grado è presente anche in alcune Marine anglofone del Commonwealth, come ad esempio la Marina australiana.

### Vice sottotenente
Nel 1955, la Royal Navy creò il grado di sottotenente ad interim (in inglese: acting sub-lieutenan, traducibile anche come "Vice sottotenente" o "sottotenente sostituto"), sebbene tale grado fosse esistito a intermittenza nel corso delle due guerre mondiali. Il grado di sottotenente ad interim è stato abolito nella Royal Navy intorno al 1993, ma è rimasto nella Royal Naval Reserve fino al 2013.
In molte marine del Commonwealth, come ad esempio quelle di Canada e Australia, il grado di sottotenente ad interim esiste come grado equivalente al secondo tenente, mentre il grado di sottotenente è equivalente a quello di un tenente dell'esercito. Nella Royal Canadian Navy il grado di Acting sub-lieutenant nella dizione francofona è Enseigne de vaisseau de 2e classe traducibile in italiano come Alfiere di vascello di 2ª classe.

## I gradi omologhi nel resto del mondo
Di seguito è riportata una lista dell'equivalente del grado per le principali forze armate mondiali:
 AlbaniaNëntoger
 Arabia Saudita?
 ArgentinaSubteniente 
 Australia?
 AustriaLeutnant
 BelgioSous-Lieutenant
Onderluitenant
 BrasileSegundo-tenente
 BulgariaMládšij lejtenant (Младший лейтенант)
 Canada?
 Cile?
 Cina?
 Colombia?
 Corea del Nord?
 Corea del Sud?
 Croazia?
 Cuba?
 DanimarcaFlyverløjtnant
 Egittoملازم (Mulāzīm)
 EstoniaNooremleitnant
 FinlandiaVänrikki
 FranciaSous-Lieutenant 
 GermaniaLeutnant
 GiapponeSantō-Rikui、三等陸尉(Rikugun-Shōi、陸軍少尉)
 GreciaΑνθυπολοχαγός (Anthypolochagos)
 India?
 Iran?
 Iraq?
 Irlanda?
 Israele?
 LettoniaLietnants
 LituaniaLeitenantas
 Messico?
 NorvegiaFenrik
 Nuova Zelanda?
 Paesi Bassi2e Luitenant
 Pakistan?
 Perù?
 PoloniaPodporucznik
 PortogalloAlferes
 Regno Unito2nd Lieutenant
 RomaniaSublocotenent
 RussiaMládšij lejtenant (Младший лейтенант)
 SpagnaAlférez
 Siria?
 SloveniaPoročnik
 SveziaUnderlöjtnant
 Stati Uniti2nd Lieutenant 
 Sudafrica?
 Taiwan?
 TurchiaAsteğmen
 Uruguay?
 Venezuela?